# جون ماير (أستاذ جامعي)
جون ماير (بالألمانية: John Meier)‏ هو لغوي ألماني، ولد في 14 يونيو 1864 في Bremen-Vahr ‏ في ألمانيا، وتوفي في 3 مايو 1953 في فرايبورغ في ألمانيا.